# 雷公连
雷公连（学名：Amydrium sinense）为天南星科雷公连属下的一个种，是中国的特有植物。分布于中国大陆的广西、贵州、四川、湖北西部、湖南西部和南部、云南东南部等地，生长于海拔550米至1,100米的地区，多生在常绿阔叶林中树干上和石崖上。

## 扩展阅读
- 維基物種上的相關：雷公连